# Arkadiusz Czartoryski
Arkadiusz Czartoryski (Ostrołęka; 14 de Abril de 1966 — ) é um político da Polónia. Ele foi eleito para a Sejm em 25 de Setembro de 2005 com 14753 votos em 18 no distrito de Siedlce, candidato pelas listas do partido Prawo i Sprawiedliwość.